# Leumicamia leucosoma
Leumicamia leucosoma là một loài bướm đêm trong họ Noctuidae.